# Antônio Pereira da Silva
Antônio Pereira da Silva (Goiânia, 25 maggio 1957) è un ex arbitro di calcio brasiliano, internazionale dal 1994 al 2002.

## Carriera
Attivo a livello statale dal 1982, dal 1986 ha diretto in Série A. È stato affiliato sia alla CBF che alla Federazione Goianiense. Ha arbitrato la finale di andata del Campeonato Brasileiro Série A 1994, del 1997 e del 2002. Ha poi diretto la finale della Coppa del Brasile 1994, nonché quelle del 1995, 1999, 2000 e 2001. Tra i suoi risultati più rilevanti negli incontri internazionali si annoverano la presenza in nove edizioni della Copa Libertadores e la direzione di varie partite tra Nazionali. Ha partecipato a Atlanta 1996, arbitrando due incontri, alla Copa América 1997, dirigendone altrettanti, e alle qualificazioni al campionato mondiale di calcio 2002: in quest'ultima competizione ha diretto sia il girone CONMEBOL che quello CONCACAF, presenziando inoltre allo spareggio inter-zona tra Irlanda e Iran del 10 novembre 2001.